# Хоньковецька волость
Хоньковецька волость (Березівська волость) — історична адміністративно-територіальна одиниця Могилівського повіту Подільської губернії з центром у селі Березова.
Станом на 1885 рік складалася з 14 поселень, 10 сільських громад. Населення — 10244 особи (5100 чоловічої статі та 5144 — жіночої), 1502 дворових господарств.
|                     | Площа, десятин | У тому числі орної, дес. |
| ------------------- | -------------- | ------------------------ |
| Сільських громад    | 7101           | 5668                     |
| Приватної власності | 8834           | 4972                     |
| Іншої власності     | 359            | 313                      |
| Загалом             | 16294          | 10953                    |

Основні поселення волості:
- Березова — колишнє власницьке село за 42 версти від повітового міста, 1421 особа, 259 дворів, православна церква, постоялий будинок, кузня.
- Бернашівка — колишнє власницьке село при річці Жван, 480 осіб, 75 дворів, православна церква.
- Галайківці — колишнє власницьке село при річці Жван, 1327 осіб, 215 дворів, православна церква, кузня, водяний млин, винокурний завод.
- Жван — колишнє власницьке село при річці Жван, 1588 осіб, 252 двори, православна церква, постоялий будинок, кузня, 2 водяних млини, винокурний завод.
- Козлів — колишнє власницьке село при річках Дністер і Караєць, 849 осіб, 128 дворів, православна церква, 2 постоялих будинки, 3 водяних млини.
- Липчани — колишнє власницьке село при річці Караєць, 604 особи, 120 дворів, православна церква, постоялий будинок, водяний млин.
- Нагоряни — колишнє власницьке село, 699 осіб, 121 двір, православна церква, постоялий будинок, кузня, 2 водяних млини.
- Нишівці — колишнє власницьке село при річці Караєць, 555 осіб, 90 дворів, молитовний будинок, постоялий будинок, кузня, 2 водяних млини.
- Хоньківці — колишнє власницьке село при річці Караєць, 1232 особи, 185 дворів, православна церква, школа, постоялий будинок, кузня, 2 водяних млини, винокурний і бурякоцукровий заводи.

На початку 1890-х років волосне правління було перенесено до села Хоньківці й волость отримала назву Хоньковецька.